# La Chapelle-Saint-Martial
La Chapelle-Saint-Martial é uma comuna francesa na região administrativa da Nova Aquitânia, no departamento de Creuse. Estende-se por uma área de 10,12 km². Em 2010 a comuna tinha 85 habitantes (densidade: 8,4 hab./km²).